# Kotaro Nakao
Kotaro Nakao (中尾 幸太郎 Nakao Kōtarō?,  nacido el 8 de junio de 1969 en Nagasaki) es un exfutbolista japonés. Jugaba de defensa y su último club fue el FC Mi-O Biwako Kusatsu de Japón.

## Trayectoria

### Clubes
| Club                   | País  | Año         |
| ---------------------- | ----- | ----------- |
| Vissel Kobe            | Japón | 1992 - 1997 |
| Sagawa Express Tokyo   | Japón | ????        |
| Sagawa Express Osaka   | Japón | ????        |
| FC Mi-O Biwako Kusatsu | Japón | 2005 - 2007 |